# Crítica de la Argentina
Para el diario que circuló entre 1913 y 1962 véase Crítica (1913-1962).
Crítica de la Argentina fue un diario argentino fundado por el periodista Jorge Lanata, que también creó la revista Veintitrés y cofundó el diario Página/12. Comenzó su tirada el 2 de marzo de 2008 y dejó de editarse dos años después.

## Origen del nombre
Su nombre se debe un conocido diario argentino publicado entre 1913 y 1962, Crítica, aunque se le debió adicionar «de la Argentina» por cuestiones legales ya que la marca pertenece a la Sociedad de Distribuidores de Diarios y Revistas (SDDRA).

## Historia
El primer ejemplar salió a la venta el 2 de marzo de 2008. La tirada inicial fue de 80.000 ejemplares,  que se agotaron rápidamente.
Fue dirigido durante un año por Jorge Lanata, periodo después del cual este mantuvo su colaboración como columnista. El periodista afirmó que presentaba su renuncia como consecuencia de las «diferencias» con el empresario Antonio Mata -accionista mayoritario-, quien más tarde sería acusado -e investigado- por sospechas de administración fraudulenta, en la causa judicial abierta por el vaciamiento de Aerolíneas Argentinas. Sin embargo, otras versiones sostenían que su alejamiento se debía a la caída en las ventas del diario, que por ese entonces se disimulaban mal.
Desde entonces, la dirección del diario estuvo a cargo de un comité editorial integrado por Nerina Sturgeon, Alejandro Bianchi, Daniel Álvarez, Silvio Santamarina y Daniel Capalbo, quien además se desempeñó como coordinador.[cita requerida]
Debido a una abrupta caída de sus ingresos, el proyecto se tornó inviable. El considerable pasivo asumido con los trabajadores provocó un conflicto que derivó en la toma de las instalaciones, hacia fines de abril de 2010, interrumpiendo de este modo la publicación. En mayo de 2010 la sociedad editora se presentó en concurso de acreedores, y tras el fracaso, solicitó su propia quiebra judicial en agosto.

### Protesta de los trabajadores
El 30 de abril de 2010, el diario dejó de publicarse -al igual que su versión digital dejó de estar disponible- como consecuencia de una huelga. El conflicto gremial tuvo su origen en problemas relacionados con el pago de sueldos.
Los empleados reclamaban una recomposición salarial desde marzo de 2009, momento en el que Lanata abandonó la Dirección.[cita requerida] El 20 de enero de 2010, la comisión interna (los trabajadores) y la empresa Papel 2.0 S.A. llegaron a un acuerdo, homologado por el Ministerio de Trabajo para regularizar los pagos en abril.[cita requerida]
Sin embargo, veinticuatro horas antes de que venciera el plazo para que la compañía depositara los haberes, las autoridades del diario informaron que postergarían el pago, y que -además- sería realizado en dos cuotas. A causa de esto, los empleados acusaron al propietario, Antonio Mata, de haber violado el acuerdo firmado y homologado dos meses antes.[cita requerida] Ante la pregunta de si Antonio Mata era accionista del diario -como se mencionó en su momento- Lanata dijo: "Antonio Mata no es accionista de Crítica, es solo un buen anunciante". 
Durante las medidas de fuerza, el diario no salió a la calle el 9 de abril, dejó de publicarse desde el 30 de abril. En ese período, lanzó ediciones «de emergencia», más reducidas y realizadas por personal jerárquico, con material de agencias de noticias.[cita requerida]
Paralelamente se produjo un proceso de "vaciamiento" de los bienes de la empresa por parte de Mata, que preocupa a la plantilla por la continuidad del periódico se llevó numerosos objetos de valor, como máquinas, equipos y cuadros. 
Mata habría comprado el diario como un medio de presión contra el Gobierno de la presidenta Cristina Fernández de Kirchner, para obtener su licencia aérea. “Cuando Mata se da cuenta de que no le van a dar Air Pampas, el diario deja de ser negocio para él, para poder apretar eventualmente al gobierno, y decide salirse”, afirmó el mismo Jorge Lanata en una entrevista con Víctor Hugo Morales el 10 de mayo de 2010. Lanata dijo “Yo elegí como socio a Mata. En su programa de televisión por cable de ese mismo día, Lanata repitió ese latiguillo y sostuvo que eligió creerle al empresario español. Posteriormente Mata, socio de Lanata sería condenado por fraude en España.
Según el diario Perfil, la causa fundamental de la caída de Crítica consistió en no haber logrado concitar la atención de un número suficiente de lectores; y señala, además, que durante el último mes (abril de 2010), había vendido los domingos, un promedio de 8.739 ejemplares (de ellos, 4.738 en la Ciudad de Buenos Aires); mientras que los sábados, el promedio fue de tan sólo 3.826 (2450 en la Ciudad de Buenos Aires); en lo que respecta a los días de semana, el detalle es el siguiente: viernes, 3.260 ejemplares (2.180 en Bs. As.); jueves, 5.291 (3.550 en la Ciudad de Buenos Aires); miércoles, 4.720 (3.100 en la Ciudad de Buenos Aires); martes, 5.120 (3.488 en la Ciudad de Buenos Aires); lunes, 5.042 (3.350 en la Ciudad de Buenos Aires). Es decir, un promedio de 5.143 ejemplares de venta para todas sus ediciones. El empresario español debió pagar 99 millones de euros al fisco, monto evadido al fisco de España.
El 7 de junio los periodistas del diario publicaron una edición especial con motivo del Día del Periodista bajo el nombre Crítica de los Trabajadores. Frente al edificio del matutino se concretó un multitudinario acto sindical con delegados gremiales de otros medios periodísticos y la solidaridad de numerosas personalidades del periodismo, la política y la cultura nacional.[cita requerida]

## Línea editorial
Al momento de lanzar el diario, Lanata calificó su línea como ubicada «entre Perfil y La Nación».[cita requerida] Las secciones que incluía eran: Política, Economía, Policiales, Internacionales, Sociedad, Información general, Espectáculos, Cultura, Deportes y Humor.